# Route nationale 340
Die Route nationale 340, kurz N 340 oder RN 340, war eine französische Nationalstraße, die 1933 zwischen Hesdin und der N41 bei Ligny-sur-Canche festgelegt wurde. 1973 erfolgte die Abstufung der 20 Kilometer langen Straße. Erneut verwendet wurde die Nummer 1998 für eine Schnellstraße von Haguenau zur A340. Diese Straße wurde 2006 zur D1340 abgestuft.